# 山崎コータ
山崎 コータ（やまざき コータ、7月15日 - ）は、日本の漫画家。東京都出身。血液型はO型。

## 来歴
2013年の第73回小学館新人コミック大賞で『みっくすじゅうす』が青年部門佳作に選出。2014年、『まっしゅる〜む』で商業誌デビュー。

## 評価
『やわらかスピリッツ』の編集部によると「基本的に、クセがすごい」ため、『オゾマシア』では「一部でカルト的な反響を呼んだ」という。

## 作品

### 連載
- オゾマシア（小学館『月刊!スピリッツ』2017年2月号[5] - 2017年6月号、全1巻）
- ぼくは黒蜜さんの腹筋がこわい（小学館『やわらかスピリッツ』[6]2019年9月20日 - 2021年4月30日、全3巻[7]）
- かりぎゃる （黒蜜るい 別名義）

### 読み切り
- まっしゅる〜む（小学館『月刊!スピリッツ』2014年6月号）
- PETS（『マンガ on ウェブ』創刊号）
- 黒蜜さんの照れかくし（小学館『週刊ビッグコミックスピリッツ』2018年20号[8]）